# Procesní validace
Procesní validace nebo též validace procesu je analýza dat shromážděných v průběhu návrhu a vývoje systému s cílem potvrdit, že systém vykonává takového činnosti, pro které byl navrhnut.
To znamená, že systém plní svůj účel, pracuje bez chyb a v souladu s uživatelskými i regulatorními požadavky.
V rámci farmaceutické praxe regulační úřady, jako jsou EMA, FDA, v případě České republiky SÚKL, zveřejnily pokyny týkající se procesu validací. Cílem validace je zajistit, aby různé typy vstupů vedly ke konzistentním a vysoce kvalitním výstupům. V rámci farmaceutické praxe se vychází především z předpokladu, že validace jsou vyžadovány legislativními požadavky, požadavky výše uvedených regulatorních úřadů a požadavky zákaznických auditů. Validace se týkají všech systémů a procesů, které mají dopad na produkt samotný a jeho koncového uživatele – pacienta.

## Rozdělení validace ve farmaceutické praxi
Validaci lze rozdělit do třech fází.

### Fáze 1: Fáze návrhu
V úvodní fázi se shromažďují a analyzují data z vývojové části za účelem definování finálního procesu. Pochopením výrobního procesu lze vytvořit rámec pro požadavky na kvalitu.

#### Design návrhu
Design návrhu se používá k co nejrychlejšímu odhalení možných vazeb v rámci systému. V této fázi by měla být taktéž provedena analýza nákladů a přínosů, aby se zjistilo, zdali je zamýšlený proces nezbytný.

#### Specifikace návrhu
Specifikace návrhu je přístup ve farmaceutické praxi, který klade důraz na to, aby kvalita byla zapracována, nikoliv odkontrolována. Tím je myšleno, aby kvalita byla v nejranějších fázích celého procesu, nikoliv na jeho konci. Vstupní proměnné jsou izolovány, aby se identifikovala hlavní příčina potenciálních problémů s kvalitou a výrobní proces je odpovídajícím způsobem přizpůsoben.

#### Analýza procesu
Analýza procesu se používá ke zjišťování a měření kritických parametrů procesů a kritických atributů kvality. Analýza procesu usnadňuje měření kvantitativních výrobních proměnných v reálném čase a umožňuje přístup k relevantní výrobní zpětné vazbě. 

#### Kritické parametry procesu
Kritické parametry procesu jsou provozní parametry, které jsou považovány za nezbytné pro udržení kvality systému v rámci specifikovaných požadavků.

#### Kritické ukazatele kvality
Kritické ukazatele kvality jsou chemické, fyzikální, biologické a mikrobiologické atributy, které lze definovat, měřit a nepřetržitě monitorovat tak, aby se zajistilo, že výstupy systému zůstanou v přijatelných mezích kvality. 
Kritické ukazatele kvality jsou základním aspektem strategie řízení výroby a měly by být identifikovány ve fázi návrhu.

### Fáze 2: Procesní kvalifikace
Procesní kvalifikace následuje po fázi návrhu. V rámci samotné kvalifikace se poté doporučují tyto procesy.
- Zkoušky s použitím výrobních materiálů, kvalifikovaných náhražek nebo simulovaného produktu, o nichž je prokázáno, že za běžných provozních podmínek se chovají stejně jako velikosti šarže nejhoršího případu. Četnost odběru vzorků uplatňovaná pro potvrzení procesu kontroly má být zdůvodněna.

- Zkoušky mají pokrývat provozní rozmezí zamýšleného procesu, pokud není z fází vývoje k dispozici zdokumentovaný průkaz potvrzující provozní rozmezí. [6]

### Fáze 3: Průběžné ověřování procesu
Průběžné ověřování procesu je průběžné sledování všech aspektů výrobního cyklu.  Cílem je zajistit, aby byly všechny úrovně výroby kontrolovány a regulovány. Odchylky od předepsaných výstupních metod a nesrovnalostí musí být identifikovány a dále řešeny.